# Jack Lemmon
John Uhler "Jack" Lemmon III (født 8. februar 1925, død 27. juni 2001) var en amerikansk skuespiller.
Dannede efter filmen Hvem støver af? ofte komisk makkerpar med Walter Matthau.

## Udvalgt filmografi
- Mister Roberts (1955, Oscar)
- Ingen er fuldkommen (1959, Golden Globe)
- Nøglen under måtten (1960, Golden Globe)
- Hvem støver af? (1968)
- Manden i midten (1973, Oscar)
- Kinasyndromet (1979)
- Glengarry Glen Ross (1992)
- Short Cuts (1993)